# Jakuševec
Jakuševec je zagrebačko gradsko naselje i mjesni odbor koji se nalazi na južnom dijelu grada. Prema popisu stanovništva iz 2011., mjesni odbor ima 2293 stanovnika i površinu of 455,21 km2. Spada pod gradsku četvrt Novi Zagreb – istok. U kvartu se nalazi popularno Nedjeljno sajmište, gradsko odlagalište i prodavaonica rabljenih automobila. Graniči na zapadu s naseljima Zapruđe, Utrina, Travno i Dugave, na sjeveroistoku s gradskom četvrti Peščenica – Žitnjak, te na jugoistoku s gradom Velikom Goricom.
Poštanski broj je 10010.

## Zemljopis
Nalazi se nedaleko od najvećeg gradskog odlagališta otpada Prudinec. U neposrednoj blizini nalazi se još i poznati gradski sajam. Nekadašnje selo Jakuševec nekada je bilo na lijevoj, sjevernoj obali rijeke Save. Promjenom toka rijeke došlo je na južnu stranu.

## Povijest
Do nedavno je selo Petruševec bilo dio župe Jakuševec s rodbinskim vezama preko Save i s istim tipom narodne nošnje (tip Zagrebačkog polja).

## Spomenici i znamenitosti
U selu je drvena crkva svetog Marka evanđelista, jedina drvena župna crkva u Zagrebačkoj nadbiskupiji, građena 1832. godine.

## Kultura
Kratko je u selu djelovao Ogranak Seljačke sloge tridesetih godina dvadesetog stoljeća i Ogranak Hrvatskog kulturnog društva Braće Radića sa sjedištem u novozagrebačkom naselju Travno, devedesetih godina dvadesetog stoljeća.

## Mediji
U Jakuševcu se nalazi sjedište regionalne TV postaje Mreže TV.

## Šport
- NK Sava Jakuševec, nogometni klub

## Vanjske poveznice
- 4. Mjesni odbor Jakuševec